# Kentarō Satō (Leichtathlet)
Kentarō Satō (japanisch 佐藤 拳太郎 Satō Kentarō; * 16. November 1994 in Tokorozawa) ist ein japanischer Sprinter, der sich auf den 400-Meter-Lauf spezialisiert hat. 2023 wurde er Asienmeister im 400-Meter-Lauf sowie 2019 in der 4-mal-400-Meter-Staffel. Zudem ist er aktuell Inhaber des japanischen Landesrekordes über diese Distanz.

## Sportliche Laufbahn
Erste internationale Erfahrungen sammelte Kentarō Satō bei den IAAF World Relays 2015 auf den Bahamas, bei denen er mit der japanischen 4-mal-400-Meter-Staffel in der Vorrunde ausschied. Anschließend gewann er bei den Asienmeisterschaften in Wuhan in 46,09 s die Bronzemedaille hinter dem Katari Abdalelah Haroun und Youssef Masrahi aus Saudi-Arabien. Bei der Sommer-Universiade in Gwangju gewann er mit der Staffel in 3:07,75 min die Silbermedaille und schied im Einzelbewerb mit 46,36 s im Halbfinale aus. 2017 nahm er mit der Staffel an den Weltmeisterschaften in London teil, qualifizierte sich mit 3:07,29 min aber nicht für das Finale. 2019 siegte er mit der Staffel bei den Asienmeisterschaften in Doha in 3:02,94 min und gewann mit der gemischten Staffel hinter Bahrain und Indien in 3:20,29 min die Bronzemedaille. Kurz darauf gelangte er bei den World Relays in Yokohama in 3:03,24 min auf den vierten Platz und bei den Weltmeisterschaften in Doha schied er mit der Staffel mit 3:02,05 min im Vorlauf aus. Bei den World Athletics Relays 2021 im polnischen Chorzów wurde er in 3:04,45 min Zweiter in der 4-mal-400-Meter-Staffel hinter dem Team aus den Niederlanden. Daraufhin nahm er mit der Staffel an den Olympischen Sommerspielen in Tokio teil und verpasste dort mit 3:00,76 min den Finaleinzug.
2023 siegte er in 45,00 s über 400 Meter bei den Asienmeisterschaften in Bangkok. Anschließend schied er bei den Weltmeisterschaften in Budapest mit 44,99 s im Halbfinale aus und verpasste mit der 4-mal-400-Meter-Staffel mit 3:00,39 min den Finaleinzug. Ende September gewann er dann bei den Asienspielen in Hangzhou in 45,57 s die Silbermedaille hinter Youssef Masrahi aus Saudi-Arabien. Bei den World Athletics Relays 2024 auf den Bahamas sicherte er der Männerstaffel einen Startplatz bei den Olympischen Spielen in Paris und kam auch in der Mixed-Staffel zum Einsatz. Im August ging er bei den Olympischen Spielen in der Hoffnungsrunde über 400 Meter nicht mehr an den Start und gelangte mit der Männerstaffel mit neuem Asienrekord von 2:58,33 min im Finale auf Rang sechs. Im Jahr darauf gewann er bei den Asienmeisterschaften in Gumi in 45,50 s die Silbermedaille über 400 Meter hinter dem Katarer Ammar Ismail Yahia Ibrahim.

## Persönliche Bestzeiten
- 200 Meter: 20,63 s (−1,0 m/s), 23. September 2024 in Yamaguchi
- 300 Meter: 32,37 s, 12. Oktober 2024 in Saga
- 400 Meter: 44,77 s, 20. August 2023 in Budapest (japanischer Rekord)